# Mbanza-Ngungu
Mbanza-Ngungu a Kongói Demokratikus Köztársaság nyugati részén fekvő, az Atlanti-óceán által határolt Kongó-központi tartomány (korábban Alsó-Kongó) városa. A város neve a gyarmati időszakban Thysville vagy Thysstad volt, akkori nevét Albert Thys belga üzletemberről kapta, aki ezen a helyen Sona Qongo néven hozott létre állomáshelyet. A város a Matadi-Kinshasa vasútvonal egy rövid leágazása mentén fekszik. Lakosainak száma 82 466 (2004-es adat). A városban beszélt nemzeti nyelv a kikongó.
A város kedvelt üdülőhelyként vált ismertté. Közelében találhatók a Thysville barlangok, melyek az itt élő endemikus, színtelen, vak halfajról a Caecobarbus geertsii-ről ismertek, valamint a világörökségi javaslati listán szereplő Dimba és Ngovo barlangjai is a közelben vannak. A városban található az FARDC katonai helyőrsége. A város fő ipara a vasúthoz kapcsolódik.
A városban található a Kongo Egyetem (l'Université Kongo) központja.
A város szülötte Antoine Gizenga politikus, miniszterelnök.